# Viola balansae
Viola balansae är en violväxtart som beskrevs av François Gagnepain. Viola balansae ingår i släktet violer, och familjen violväxter. Inga underarter finns listade i Catalogue of Life.